# Tyana falcata
Tyana falcata är en fjärilsart som beskrevs av Walker 1866. Tyana falcata ingår i släktet Tyana och familjen trågspinnare. Inga underarter finns listade i Catalogue of Life.

## Bildgalleri

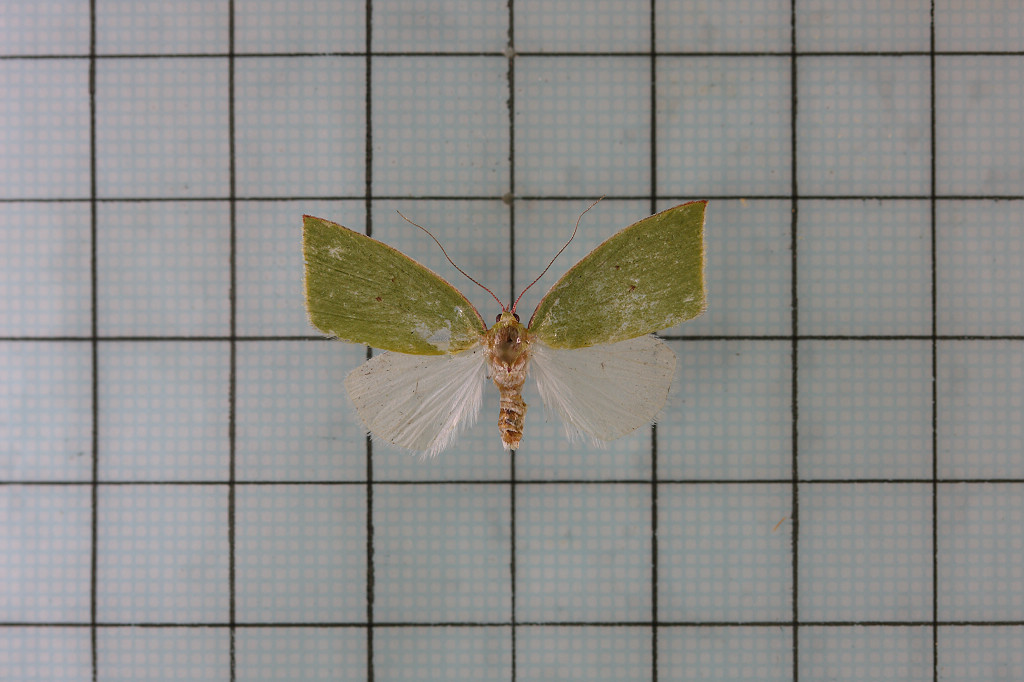
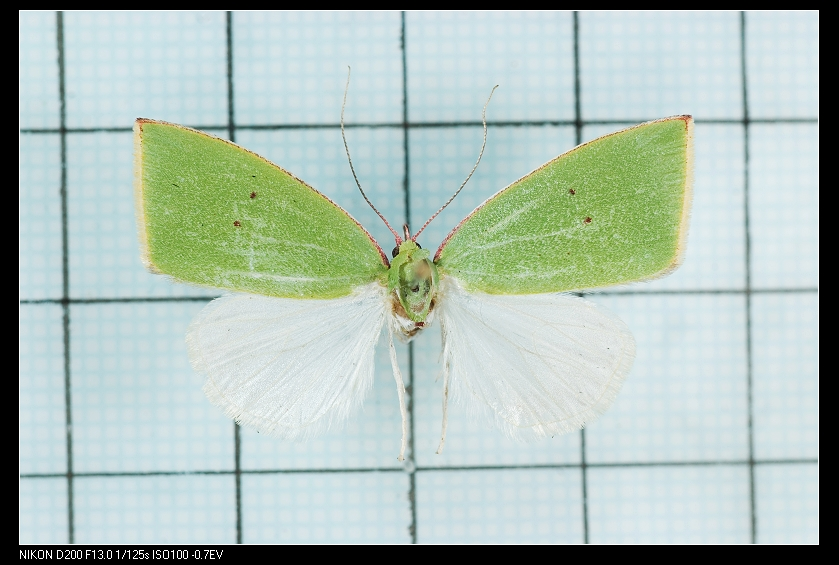
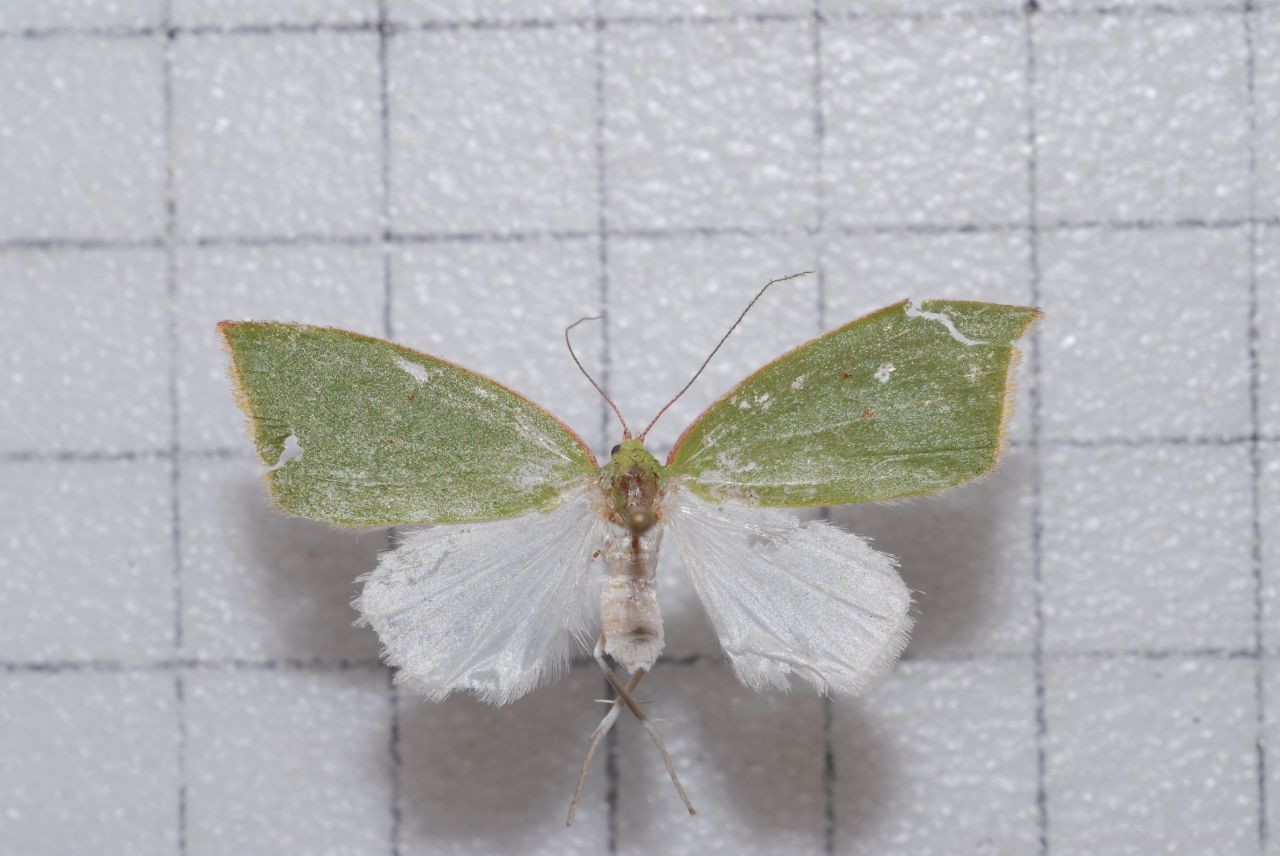
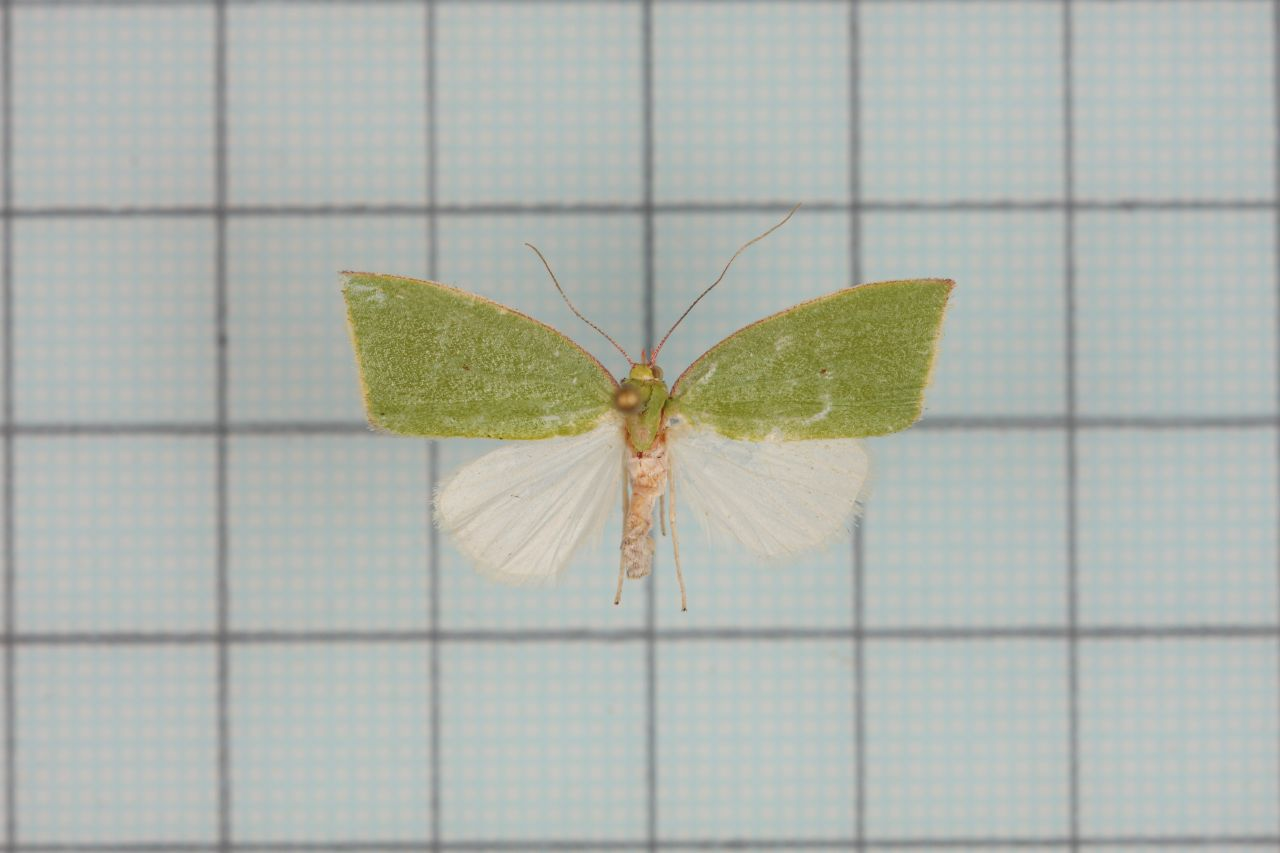